# Вулиця Ігорева
Вулиця Ігорева — вулиця в Личаківському районі Львова, у місцевості Нове Знесіння. Пролягає від вулиці Ковельської на захід, углиб забудови, завершується глухим кутом.

## Історія та забудова
Вулиця виникла у першій третині XX століття у складі селища Знесіння, не пізніше 1931 року отримала назву Замкнена (Замкнєнта). У 1934 році перейменована на вулицю Бродзінського, на честь польського поета Казімежа Бродзінського. Сучасна назва — з 1950 року, на честь давньоруського князя київського Ігоря Рюриковича.
Вулиця забудована одноповерховими будинками 1930-х—1960-х років у стилі конструктивізм, є також і сучасні приватні садиби. Деяку архітектурну цінність представляє вілла під № 2, зведена у міжвоєнний період.